# Ditlev Brockdorff (1655–1737)
Ditlev Brockdorff (även skrivet Detlev Brockdorff), född 1655, död 1737, var en dansk militär från en holstein-gottorpsk adelsätt, bror till Schack Brockdorff.

## Biografi

### Karriär
Brockdorff föddes som andra son till den holstein-gottorpske översten och länsmannen Heinrich Brockdorff och Mette Rumohr. Han tog värvning i det danska kavalleriet och deltog rimligtvis i Skånska kriget, då han vid fredsslutet 1679 var major i Andra fynska nationella kavalleriregementet, vilket samma år bytte namn till Tredje själländska nationella kavalleriregementet. Är 1683 utsågs han till överstelöjtnant och fick samtidigt ett erbjudande om att anföra ett kompani vid Livgardet till häst, vilket han dock avstod. Däremot blev han 1688 anställd vid Tredje jylländska nationella kavalleriregementet som kompanichef. I detta förband steg han 1692 till överste och förbandschef. Som sådan deltog han från 1701 i engelsk tjänst i Spanska tronföljdskriget i Flandern, där han 1703 befordrades till brigadgeneral. Under kriget deltog han vid bland annat Slaget vid Blenheim 1704, där han kommenderade en brigad i de allierade truppernas center, samt Slaget vid Ramillies 1706, där hans brigad vad placerad på vänstra flygeln.
Brockdorff blev 1709 hemkallad till Danmark, där han utsågs till generalmajor och generalinspektör för kavalleriet och dragonerna i Danmark och Holstein. Han deltog samma år i den danska invasionen av Skåne. Dock hade överbefälhavaren för den danska invasionarmén, Christian Ditlev Reventlow, begärt att Brockdorff skulle avlägsnas från armén tillsammans med ett antal övriga officerare då dessa inte gjort något vidare intryck på honom. Detta blev dock inte fallet och under fälttåget ledde Brockdorff ett detachement som fick i uppgift att reparera den av svenskarna förstörda bron över Lödde å, varefter hans trupper kunde tåga in i Lund. Väl där plundrade de danska trupperna stadens kornförråd och Brockdorff installerade sig i professor Johan Hörlings gård med ett följe på 18 personer. Snart kom dock order om att marschera mot Malmö och belägra staden. Till sitt förfogande hade Brockdorff 2000 man, vilket inte var nog för att skapa en effektiv inneslutning av staden. Dessutom saknades en belägringsingenjör, tunga belägringskanoner, samt blockad av staden från sjösidan. Därför hade belägringen inte nått några större framsteg när den nyuppsatta svenska armén bröt in i Skåne i början av 1710. Istället beordrades Brockdorff att bryta belägringen och åter ansluta sig till den danska huvudarmén. De danska och svenska arméerna möttes i Slaget vid Helsingborg som slutade med en avgörande svensk seger. Under slaget kommenderade Brockdorff den danska högerflygelns andra linje. År 1710 begärde han avsked från sin militära tjänst.

### Familj och egendomar
Brockdorff gifte sig med Dorothea Sophie Hedevig Levetzow, dotter till överstelöjtnant Hans Friedrich von Levetzow, den 11 februari 1687 i Øland Kirke i Hjørrings amt. Tillsammans fick de sex barn. Genom detta giftermål med Dorothea kom han att besitta godset Hvolgaard och år 1698 köpte han även godset Estrup samt herrgården Skodsborghus. Han sålde dock efter ett fåtal år vidare dessa två egendomar till sin svåger, generallöjtnant Theodosius von Levetzow. Han sålde också Hvolgaard till sin kollega og svärson, Hieronimus de la Mare. År 1705 förvärvade han godset Store Grundet, vilket kom att bli familjens sätesgård. Brockdorff avled 1737 och är jordfäst vid Øster Snede Kirke i Vejle amt på Jylland.